# 特里艾兹
特里艾兹（法語：Triaize，法語發音：[tʁijɛz]）是法国卢瓦尔河地区大区旺代省的一个市镇，属于丰特奈勒孔特区。

## 地理
特里艾兹（46°23'37"N, 1°11'51"W）面积58.8 平方千米，位于法国卢瓦尔河地区大区旺代省，该省份为法国西部沿海省份，北起大西洋卢瓦尔省和曼恩-卢瓦尔省，西临大西洋，南至滨海夏朗德省，东部及东南部与德塞夫勒省接壤。
与特里艾兹接壤的市镇（或旧市镇、城区）包括：尚帕涅莱马赖、沙奈、呂松、莱马尼勒雷尼耶、圣但尼迪派雷、圣米歇尔昂莱尔姆。

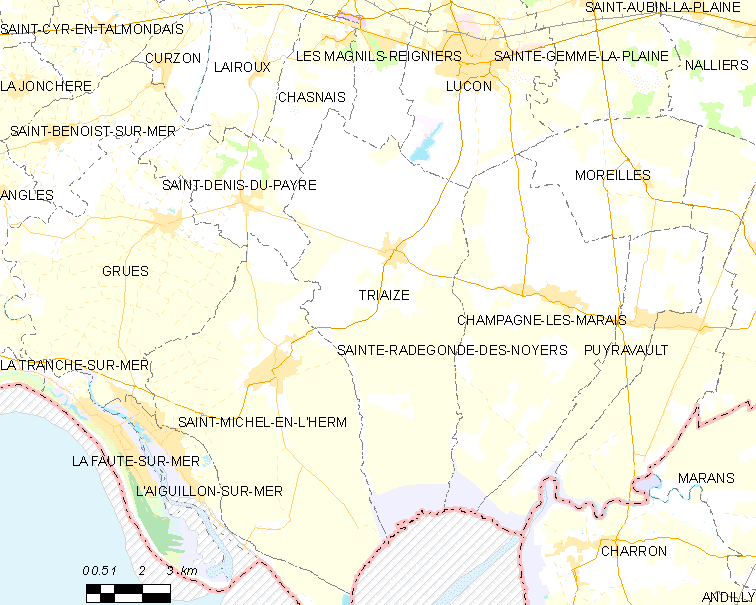
特里艾兹的OSM定位图

特里艾兹的时区为UTC+01:00、UTC+02:00（夏令时）。

## 行政
特里艾兹的邮政编码为85580，INSEE市镇编码为85297。

## 政治
特里艾兹所属的省级选区为吕松县。

## 人口

1962-2008年间特里艾兹人口变化图示

特里艾兹于2022年1月1日时的人口数量为1061人。